# باشگاه فوتبال لوردزوود
باشگاه فوتبال لوردزوود (به انگلیسی: Lordswood Football Club) یک باشگاه فوتبال در شهر لوردزوود، کنت، کشور انگلستان است که در سال ۱۹۶۸ میلادی تأسیس شده‌است.